# 阿尔瓦尼亚
阿尔瓦尼亚（西班牙語：Albañá），是西班牙加泰罗尼亚赫罗纳省的一个市镇。总面积95平方公里，总人口99人（2001年），人口密度1人/平方公里。